# Lưu Hạc
Lưu Hạc (tiếng Trung: 刘鹤; bính âm: Liú Hè; sinh ngày 25 tháng 1 năm 1952) là nhà kinh tế học và chính khách nước Cộng hòa Nhân dân Trung Hoa. Ông nguyên là Ủy viên Bộ Chính trị, Phó Thủ tướng Quốc vụ viện.
Lưu Hạc cũng từng là Phó Bí thư Ban Cán sự Đảng, Phó Chủ nhiệm Ủy ban Cải cách và Phát triển Quốc gia (NDRC) và Chủ nhiệm Văn phòng Ủy ban Tài chính và Kinh tế Trung ương Đảng Cộng sản Trung Quốc, do Tổng Bí thư Tập Cận Bình đứng đầu. Ngày 19 tháng 3 năm 2018, Lưu Hạc được bầu làm Phó Thủ tướng Quốc vụ viện và sẽ đứng đầu Ủy ban Phát triển và ổn định tài chính.

## Tiểu sử
Lưu Hạc sinh tại Bắc Kinh. Ông tốt nghiệp Đại học Nhân dân Trung Quốc với bằng cấp về kinh tế công nghiệp. Sau đó, ông học tại Đại học Seton Hall và nhận được bằng Thạc sĩ Hành chính Công tại Trường Quản lý Nhà nước John F. Kennedy thuộc Đại học Harvard. Ông làm việc liên tục cho Ủy ban Kế hoạch Quốc gia (sau này được thay thế bởi NDRC), Trung tâm Thông tin Nhà nước và Trung tâm Nghiên cứu Phát triển của Quốc vụ viện.
Từ năm 2013, Lưu Hạc bắt đầu cố vấn cho Tập Cận Bình về một loạt các sáng kiến kinh tế và được cho là một trong những kiến trúc sư chính của chính sách kinh tế Trung Quốc vào thời điểm đó. Năm 2017, tại Đại hội Đảng Cộng sản Trung Quốc lần thứ XIX, Lưu Hạc đắc cử Ủy viên Bộ Chính trị. Ông cũng là Ủy viên Ban Chấp hành Trung ương khóa XVIII. Lưu Hạc đã đưa ra một bài phát biểu quan trọng tại Diễn đàn Kinh tế Thế giới 2018 ở Davos.
Tháng 3 năm 2018, Lưu Hạc được bổ nhiệm làm Phó Thủ tướng Quốc vụ viện.
Tháng 5 năm 2018, Lưu Hạc với tư cách là đặc phái viên và Phó Thủ tướng của Chủ tịch Trung Quốc Tập Cận Bình, đã dẫn đầu một phái đoàn thương mại Trung Quốc đến Washington, DC cho vòng đàm phán thương mại thứ hai với các đối tác Hoa Kỳ.